# Гранд-Сент
Гранд-Сент (фр. Grande-Synthe) — коммуна во Франции, регион О-де-Франс, департамент Нор, округ Дюнкерк, кантон Гранд-Сент. Пригород Дюнкерка, примыкает к нему в запада, в 6 км от центра города, на побережье Ла-Манша. Через территорию города проходит автомагистраль А16. В 5 км к югу от центра города находится железнодорожная станция Гранд-Сент линии Кале-Дюнкерк.
Население (2017) — 22 966 человек.

## История
Первое упоминание о Сенте относится к 648 году. В VIII веке монахи-бенедиктинцы были привлечены сюда для отведения водных потоков, стекающих в реку Аа и непосредственное в море. Их усилия позволили сделать эти земли безопасными для проживания, хотя опасность наводнений сохранялась до 1280 года, когда граф Жан построил здесь дамбу и был увековечен в названии улицы, по которой она проходит. Находясь в центре территории, оспариваемой на протяжении нескольких веков тремя великими державами, Сент неоднократно переходил из рук в руки. Рекорд был зафиксирован 14 июня 1648 года, когда Дюнкерк и все прилегавшие к нему территории три раза сменил своих хозяев: утром он был испанским, в полдень — французским, а к ночи — английским.
После высадки союзников в Нормандии во время Второй мировой войны Гранд-Сент стал местом кровопролитных боев, поскольку гитлеровцы отчаянно стремились удержаться в районе Дюнкерка. Ни одно из 371 зданий не избежало разрушений, а более двух третей были полностью уничтожены. После войны город был фактически создан заново, во многом благодаря финансовой помощи из США и Канады.

## Экономика
Структура занятости населения:
- сельское хозяйство — 0,2 %
- промышленность — 29,6 %
- строительство — 4,3 %
- торговля, транспорт и сфера услуг — 37,5 %
- государственные и муниципальные службы — 28,3 %

Уровень безработицы (2017) — 28,4 % (Франция в целом — 12,8 %, департамент Нор — 17,2 %). 

Среднегодовой доход на 1 человека, евро (2017) — 15 330 (Франция в целом — 25 140, департамент Нор — 18 575).

## Демография
Динамика численности населения, чел.

## Администрация
Пост мэра Гранд-Сента с 2019 года занимает социалист Мартьяль Бейар (Martial Beyaert). На муниципальных выборах 2020 года возглавляемый им левый список одержал победу в 1-м туре, получив 53,56 % голосов.
| Период | Период | Фамилия        | Партия                                           | Примечания |
| ------ | ------ | -------------- | ------------------------------------------------ | --- |
| 1965   | 1971   | Мишель Дюем    |                                                  | врач, вице-президент ассоциации коммун Дюнкерка                                                                |
| 1971   | 1992   | Рене Карем     | Социалистическая партия                          | вице-президент ассоциации коммун Дюнкерка                                                                      |
| 1992   | 2001   | Андре Демарт   | Социалистическая партия                          | первый вице-президент ассоциации коммун Дюнкерка                                                               |
| 2001   | 2019   | Дамьен Карем   | Социалистическая партия, Европа Экология Зелёные | вице-президент ассоциации коммун Дюнкерка, член Совета региона Нор-Па-де-Кале, депутат Европейского парламента |
| 2019   |        | Мартьяль Бейар | Социалистическая партия                          | вице-президент ассоциации коммун Дюнкерка                                                                      |

## Города-побратимы
- Сувалки, Польша